# Weltraumbahnhof

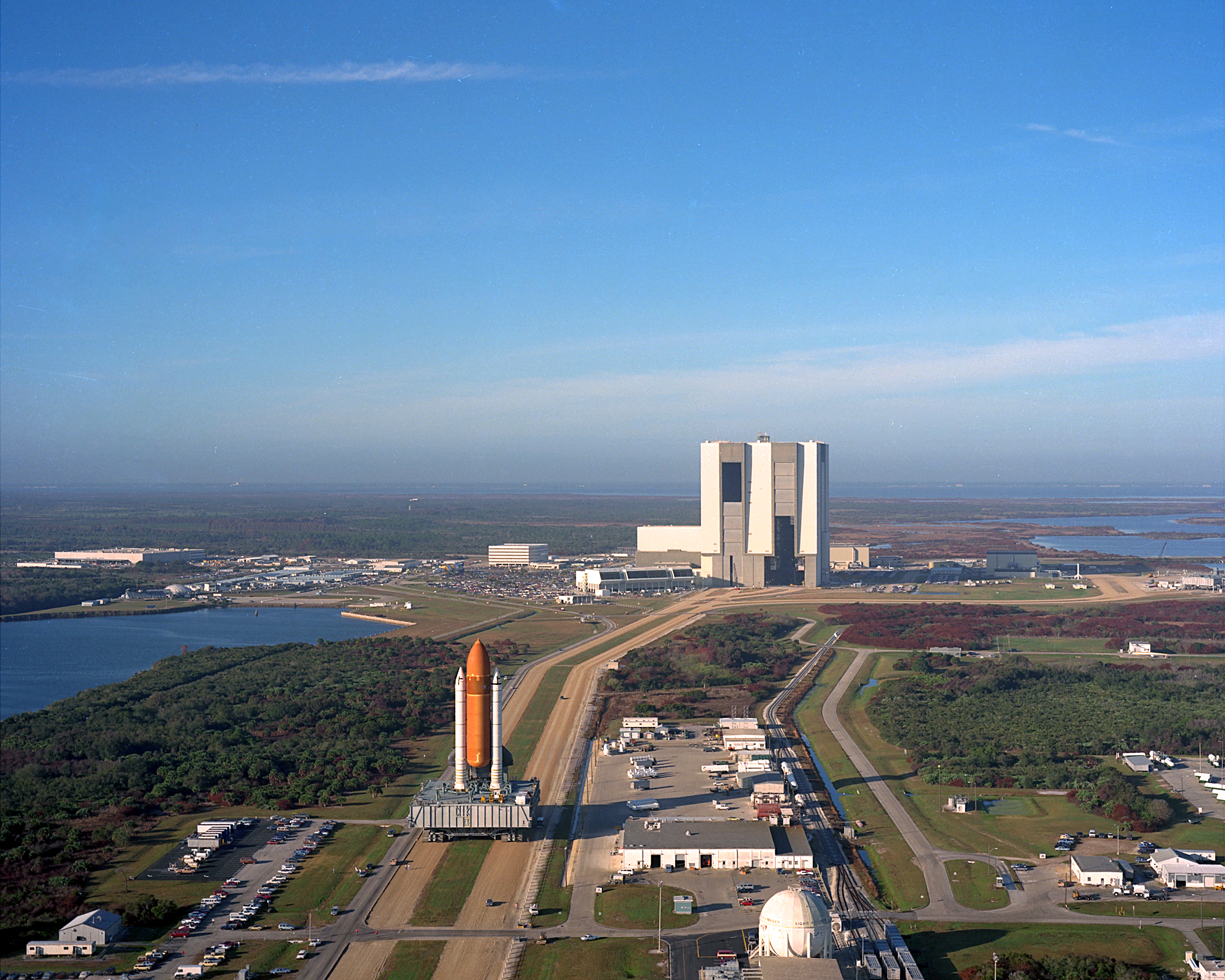
Kennedy Space Center, Florida, USA

Als Weltraumbahnhof (englisch Spaceport, wörtlich „Raumhafen“) bezeichnet man einen Startplatz, von dem aus Trägerraketen mit Raumfahrzeugen in eine Umlaufbahn um den Planeten Erde oder eine Fluchtbahn in den interplanetaren Raum starten. Bei den beförderten Nutzlasten handelt es sich um Satelliten, Raumsonden oder Raumschiffe. Häufig befinden sich auf demselben Gelände auch Startplätze für Höhenforschungsraketen und/oder für militärische Raketen. Weltraumbahnhöfe auf dem Gebiet der ehemaligen Sowjetunion und in China werden als Kosmodrome (von Kosmos) bezeichnet.

## Standortbedingungen
Für Starts in äquatoriale oder äquatornahe Umlaufbahnen sollte der Startplatz möglichst nahe am Äquator liegen: Durch die Erdrotation hat die Rakete dort bereits die auf der Erdoberfläche maximal vermittelbare Grundgeschwindigkeit und muss weniger beschleunigen, um insgesamt auf die im Orbit notwendige Geschwindigkeit zu kommen. Zudem erleichtert die Lage das Erreichen der gewünschten Umlaufbahn. Für Starts in polare oder sonnensynchrone Umlaufbahnen sind hingegen polnahe Standorte günstiger, wie zum Beispiel beim Kosmodrom Plessezk in Russland und dem Pacific Spaceport Complex – Alaska.
Ein Weltraumbahnhof sollte sich in einem politisch stabilen Staat befinden, da sein Aufbau mit großen Investitionen verbunden ist. Er sollte abseits von dicht besiedeltem Gebiet liegen und in östlicher, nördlicher und/oder südlicher Richtung an einen Ozean oder ein möglichst dünn besiedeltes Gebiet grenzen, denn Raketenstarts erfolgen (aus dem oben genannten Grund) meist in eine dieser Richtungen. Ansonsten könnten Menschen im näheren Umkreis bei Fehlstarts durch niederstürzende Trümmer und giftige Treibstoffreste gefährdet werden, in größerer Entfernung auch durch planmäßig abgetrennte Booster und Erststufen. Für den Start im Binnenland müssen aus Sicherheitsgründen die Gebiete rund um den Startplatz und in Abflugrichtung evakuiert werden. Häufig befinden sich im Bereich eines Weltraumbahnhofs ausgedehnte Schutzgebiete oder militärische Sperrgebiete und Verbotszonen für zivilen Luftverkehr.

### Beispiel: Russische Kosmodrome

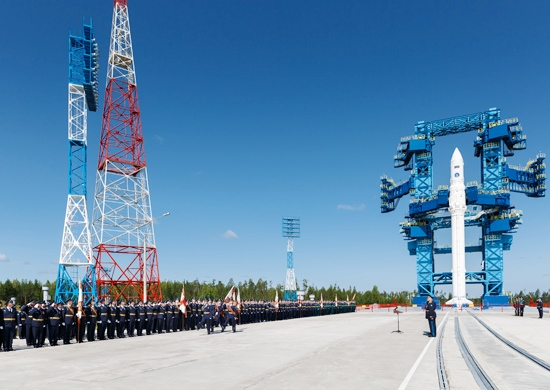
Kosmodrom Plessezk im Jahr 2015

Die russischen Kosmodrome sind durch ihre weit nördliche Lage besonders bei Starts in äquatoriale Umlaufbahnen im Nachteil, da zusätzlicher Treibstoff für Manöver zur Zielumlaufbahn aufgewendet werden muss. Auch kann die Erddrehung nicht so gut wie näher am Äquator ausgenutzt werden. Daher erfolgt etwa die Hälfte der russischen Raketenstarts vom Kosmodrom Baikonur in Kasachstan. Ukrainische Raketen wurden teils von einer Bohrplattform in Äquatornähe gestartet, die in Zukunft für russische Raketen genutzt werden soll (→ Sea Launch).

### Beispiel: Kourou

Europäisches Raumfahrtzentrum Kourou (GSC), Schema

Der europäische Weltraumbahnhof Centre Spatial Guyanais in Kourou besitzt von ähnlichen aktiven Einrichtungen weltweit die günstigste Lage für Äquatorialstarts. Er liegt im politisch stabilen französischen Übersee-Département Französisch-Guayana im Norden Südamerikas und sehr nahe am Äquator. Die Region ist sehr dünn besiedelt und grenzt im Nordosten an den Atlantik. Zwar weist Kourou ein tropisches Klima auf, wird jedoch von den meisten Atlantikstürmen verschont. Ein Nachteil von Kourou ist die große Entfernung von den europäischen Produktionsstandorten der Raketen, welche sich jedoch aufgrund der Küstenlage des Startgeländes auf dem Seeweg dorthin transportieren lassen.

## Weltraumbahnhöfe in Europa
In Europa wurden Anfang 2023 die ersten beiden Weltraumbahnhöfe eröffnet: Sowohl vom englischen Flughafen Newquay Cornwall Airport als auch vom schwedischen Höhenforschungsraketen-Startplatz Esrange können nun auch Orbitalraketen starten. In Cornwall wurde dazu einmalig ein Trägerflugzeug verwendet, mit dem im Januar 2023 eine LauncherOne-Rakete gestartet wurde, der erste orbitale Raketenstartversuch vom europäischen Kontinent. Der derzeit einzige europäische Raketenbetreiber Arianespace nutzt weiterhin nur das Raumfahrtzentrum Guayana in Südamerika.
Auch der Raketenstartplatz Andøya Spaceport in Norwegen und der Flughafen Glasgow-Prestwick in Schottland sollen für Orbitalstarts erweitert werden, beim Letzten wie in Cornwall mit Trägerflugzeugen.
Auf der Shetlandinsel Unst und in den schottischen Highlands ist seit 2022 der Saxavord Spaceport im Bau. Von dort sollen unter anderem die deutsche Rakete RFA One und die britisch-dänische Rakete Prime starten.
Deutschland ist wegen seiner Binnenlage und dichten Besiedlung ungeeignet als Standort für einen Weltraumbahnhof, weshalb deutsche Raketen in Nordeuropa starten sollen. Außerdem möchte das Bremer GOSA-Konsortium einen „schwimmenden Weltraumbahnhof“ in der Nordsee einrichten.

## Bemannte Raumfahrt
Bislang wurden vier Weltraumbahnhöfe für bemannte Raumflüge genutzt: Das von Russland betriebene Kosmodrom Baikonur, die Cape Canaveral Space Force Station (CCSFS; vormals Cape Canaveral Air Force Station) in Florida, das nördlich daran angrenzende Kennedy Space Center (KSC) der NASA sowie das Kosmodrom Jiuquan im Norden Chinas. Die ESA hat sich bisher nicht für ein eigenes bemanntes Raumflugprogramm entschieden, somit ist Kourou auch nicht dafür eingerichtet.
- Von Baikonur startete 1961 mit Wostok 1 der erste Mensch ins Weltall. Bis heute beginnen dort alle bemannten russischen Raumflüge.
- Von der CCAFS flogen mit den Mercury-Raumschiffen die ersten US-Amerikaner ins All. Seit Juni 2024 bringt von dort das Boeing-Raumschiff CST-100 Starliner Astronauten zur Internationalen Raumstation.
- Das KSC war Ausgangspunkt aller Apollo- und Space-Shuttle-Flüge und diente zudem als Shuttle-Landeplatz. Seit 2020 startet dort das bemannte Crew-Dragon-Raumschiff von SpaceX.
- In Jiuquan startet das chinesische Shenzhou-Raumschiff. Für die künftigen bemannten chinesischen Mondmissionen ist das Kosmodrom Wenchang vorgesehen.

Als fünfter Bahnhof für bemannte orbitale Raumflüge ist das indische Satish Dhawan Space Centre vorgesehen. Bemannte Suborbitalflüge starten mit der Rakete New Shepard von der Corn Ranch in Texas.

## Liste der Weltraumbahnhöfe

### Orbitale Weltraumbahnhöfe
Von diesen Einrichtungen fanden bereits Starts mit Trägerraketen in Erdumlaufbahnen statt, oder es wurden Starts versucht oder sind geplant. Die grau hinterlegten Startplätze werden derzeit nicht für orbitale Raketenstarts genutzt.
| Name                                       | Land, Region/Provinz                     | Betreiber                                                                         | Koordinaten           | Erster Orbitalstart | Anmerkungen                                                           |
| ------------------------------------------ | ---------------------------------------- | --------------------------------------------------------------------------------- | --------------------- | ------------------- | --------------------------------------------------------------------- |
| Hammaguir                                  | Algerien, Provinz Bechar                 | Centre interarmées d’essais d’engins spéciaux                                     | 30° 47′ N, 3° 3′ W    | 26. Nov. 1965       | seit 1967 nicht mehr in Betrieb                                       |
| Bowen Orbital Spaceport                    | Australien, Queensland                   | Gilmour Space Technologies                                                        | 19° 57′ S, 148° 7′ O  | 2025 (geplant)      |                                                                       |
| Whalers Way                                | Australien, South Australia              | Southern Launch                                                                   | 34° 56′ S, 135° 39′ O |                     | in Planung für z. B. die Eris und die Kestrel                         |
| Woomera Prohibited Area (WPA)              | Australien, South Australia              |                                                                                   | 30° 57′ S, 136° 32′ O | 29. Nov. 1967       | nur noch Startplatz für Höhenforschungsraketen                        |
| Centro de Lançamento de Alcântara (CLA)    | Brasilien, Maranhão                      | Brasilien                                                                         | 2° 19′ S, 44° 22′ W   |                     | Fehlstarts: 2. November 1997 und 11. Dezember 1999                    |
| Kommerzielles Kosmodrom Hainan             | Volksrepublik China, Hainan              | Internationale Gesellschaft für kommerzielle Raumfahrtstarts (HICAL)              | 19° 36′ N, 110° 56′ O | 30. Nov. 2024       |                                                                       |
| Kosmodrom Jiuquan                          | Volksrepublik China, Innere Mongolei     | Strategische Kampfunterstützungstruppe der Volksbefreiungsarmee                   | 40° 57′ N, 100° 18′ O | 24. Apr. 1970       | Suborbital: 1. September 1960, orbitaler Fehlstart: 16. November 1969 |
| Südchinesisches Meer                       | Volksrepublik China, Shandong            | Chinesische Akademie für Trägerraketentechnologie                                 |                       | 5. Dez. 2023        | schwimmende Startplattform                                            |
| Kosmodrom Taiyuan                          | Volksrepublik China, Shanxi              | Strategische Kampfunterstützungstruppe der Volksbefreiungsarmee                   | 38° 51′ N, 111° 36′ O | 6. Sep. 1988        | Suborbital: 1. Mai 1985                                               |
| Kosmodrom Wenchang                         | Volksrepublik China, Hainan              | Strategische Kampfunterstützungstruppe der Volksbefreiungsarmee                   | 19° 38′ N, 110° 57′ O | 25. Juni 2016       |                                                                       |
| Kosmodrom Xichang                          | Volksrepublik China, Sichuan             | Strategische Kampfunterstützungstruppe der Volksbefreiungsarmee                   | 28° 15′ N, 102° 2′ O  | 8. Apr. 1984        | Fehlstart: 29. Januar 1984                                            |
| Ostchinesischer Raumfahrthafen             | Volksrepublik China, Shandong            | China Aerospace Science and Technology Corporation                                | 36° 44′ N, 121° 14′ O | 5. Juni 2019        | schwimmende Startplattformen                                          |
| German Offshore Spaceport                  | Deutschland, Nordsee                     | GOSA                                                                              | 56° 18′ N, 3° 6′ O    |                     | in Vorbereitung                                                       |
| Centre Spatial Guyanais (CSG)              | Frankreich, Französisch-Guayana          | Centre national d’études spatiales (CNES)                                         | 5° 14′ N, 52° 46′ W   | 6. Feb. 1975        | Suborbital: 9. April 1968, orbitaler Fehlstart 5. November 1971       |
| Saxavord Spaceport                         | Großbritannien, Shetland                 | (privat)                                                                          | 60° 49′ N, 0° 46′ W   |                     | vorgesehen unter anderem für die RFA One und die Skyrora XL           |
| Weltraumbahnhof bei Kulasekharapatnam      | Indien, Tamil Nadu                       | Indian Space Research Organisation (ISRO)                                         | 8° 26′ N, 78° 5′ O    |                     | in Planung                                                            |
| Satish Dhawan Space Centre (SHAR)          | Indien, Andhra Pradesh                   | Indian Space Research Organisation (ISRO)                                         | 13° 43′ N, 80° 14′ O  | 18. Juli 1980       | Suborbital: 9. Oktober 1971                                           |
| Chabahar Space Center                      | Iran, Sistan und Belutschistan           | Iranische Weltraumagentur                                                         | 25° 20′ N, 60° 27′ O  |                     | im Bau                                                                |
| Semnan-Raumfahrtzentrum                    | Iran, Provinz Semnan                     | Iranische Weltraumagentur                                                         | 35° 15′ N, 53° 56′ O  | 2. Feb. 2009        |                                                                       |
| Anlage bei Schahrud                        | Iran, Provinz Semnan                     | Iranische Revolutionsgarde                                                        | 36° 12′ N, 55° 20′ O  | 22. Apr. 2020       | Erststart: Ghased                                                     |
| Luftwaffenbasis Palmachim                  | Israel, Zentralbezirk                    | Israelische Verteidigungsstreitkräfte und Israelische Raumfahrtorganisation (ISA) | 31° 53′ N, 34° 41′ O  | 19. Sep. 1988       | Suborbital: 1. Mai 1987                                               |
| Hokkaido Spaceport                         | Japan, Hokkaidō                          | Space Cotan                                                                       | 42° 30′ N, 143° 27′ O |                     | Suborbital: 3. Mai 2019, vorgesehen für die Zero                      |
| Space Port Kii                             | Japan, Präfektur Wakayama                | Space One                                                                         | 33° 33′ N, 135° 53′ O | 13. März 2024       |                                                                       |
| Tanegashima Space Center                   | Japan, Präfektur Kagoshima               | Japanische Raumfahrtagentur (JAXA)                                                | 30° 24′ N, 130° 59′ O | 9. Sep. 1975        | Suborbital: 19. September 1968                                        |
| Uchinoura Space Center                     | Japan, Präfektur Kagoshima               | Institute of Space and Astronautical Science (ISAS)                               | 31° 15′ N, 131° 5′ O  | 11. Feb. 1970       | Suborbital: 1. August 1962, orbitaler Fehlstart: 26. September 1966   |
| Atlantic Spaceport Complex                 | Kanada, Neufundland und Labrador         | NordSpace                                                                         | 46° 54′ N, 55° 21′ W  |                     | im Bau, vorgesehen für die „Tundra“                                   |
| Canso Spaceport                            | Kanada, Nova Scotia                      | Maritime Launch Services                                                          | 45° 18′ N, 60° 59′ W  |                     | in Planung u. a. für die Zyklon-4M                                    |
| Kosmodrom Baikonur                         | Kasachstan, Qysylorda                    | Roskosmos, Russische Luftstreitkräfte                                             | 45° 55′ N, 63° 18′ O  | 4. Okt. 1957        | erster orbitaler Start weltweit                                       |
| San-Marco-Plattform (SMER)                 | Kenia nahe Malindi, vor der Küste Kenias | Agenzia Spaziale Italiana (ASI)                                                   | 2° 56′ S, 40° 13′ O   | 26. Apr. 1967       | Suborbital: 25. März 1964                                             |
| Kwajalein Missile Range                    | Marshallinseln, Kwajalein-Atoll          | U.S. Army                                                                         | 9° 3′ N, 167° 45′ O   | 28. Sep. 2008       | Suborbital: 15. November 1961; orbitaler Fehlstart: 24. März 2006     |
| Rocket Lab Launch Complex 1                | Neuseeland, Hawke’s Bay                  | Rocket Lab                                                                        | 39° 16′ S, 177° 52′ O | 21. Jan. 2018       | Orbitaler Fehlstart: 25. Mai 2017                                     |
| Musudan-ri                                 | Nordkorea, Hamgyŏng-pukto                | Nordkorea                                                                         | 40° 51′ N, 129° 40′ O |                     | orbitale Fehlstarts                                                   |
| Sohae                                      | Nordkorea, P’yŏngan-pukto                | Nordkorea                                                                         | 39° 40′ N, 124° 42′ O | 12. Dez. 2012       | Orbitaler Fehlstart: 12. April 2012                                   |
| Andøya Spaceport                           | Norwegen, Insel Andøya                   | Norwegen, Kongsberg Defence & Aerospace                                           | 69° 18′ N, 16° 1′ O   |                     | Suborbital: 18. August 1962, orbitaler Fehlstart am 30. März 2025     |
| Etlaq Spaceport                            | Oman, al-Wusta                           | Oman (Nascom)                                                                     | 18° 47′ N, 56° 49′ O  |                     | Suborbital: 5. Dezember 2024, vorgesehen für die Miura 5              |
| Kosmodrom Jasny (Dombarowski)              | Russland, Oblast Orenburg                | ISC Kosmotras                                                                     | 51° 6′ N, 59° 51′ O   | 12. Juli 2006       |                                                                       |
| Kapustin Jar                               | Russland, Oblast Astrachan               | Russland                                                                          | 48° 33′ N, 46° 18′ O  | 16. März 1962       |                                                                       |
| Kosmodrom Plessezk                         | Russland, Oblast Archangelsk             | Russland                                                                          | 62° 55′ N, 40° 27′ O  | 17. März 1966       |                                                                       |
| Kosmodrom Swobodny                         | Russland, Oblast Amur                    | Russland                                                                          | 51° 50′ N, 128° 15′ O | 4. März 1997        | seit 2006 nicht mehr in Betrieb                                       |
| Kosmodrom Wostotschny                      | Russland, Oblast Amur                    | Russland                                                                          | 51° 53′ N, 128° 20′ O | 28. Apr. 2016       |                                                                       |
| Esrange                                    | Schweden, Norrbottens län                | Swedish Space Corporation                                                         | 67° 54′ N, 21° 5′ O   |                     | Suborbital: 19. November 1966, Orbitalstarts angekündigt              |
| Seogwipo                                   | Südkorea, Jeju-do                        | Südkorea                                                                          | 33° 12′ N, 126° 34′ O | 4. Dez. 2023        | schwimmende Startplattform                                            |
| Naro Space Center                          | Südkorea, Jeollanam-do                   | Südkorea                                                                          | 34° 26′ N, 127° 32′ O | 30. Jan. 2013       | Teilweise erfolgreicher Start: 25. August 2009                        |
| Cape Canaveral Space Force Station (CCSFS) | USA, Florida                             | US Air Force, US Space Force                                                      | 28° 29′ N, 80° 34′ W  | 31. Jan. 1958       | Suborbital: 1. Dezember 1955, orbitaler Fehlstart 6. Dezember 1957    |
| Kauai Test Facility (KTF)                  | USA, Hawaii                              | Sandia National Laboratories                                                      | 22° 3′ N, 159° 47′ W  |                     | nur ein fehlgeschlagener orbitaler Startversuch am 4. November 2015   |
| Kennedy Space Center (KSC)                 | USA, Florida                             | NASA                                                                              | 28° 35′ N, 80° 39′ W  | 9. Nov. 1967        |                                                                       |
| Mid-Atlantic Regional Spaceport (MARS)     | USA, Virginia                            | Virginia                                                                          | 37° 50′ N, 75° 29′ W  | 16. Dez. 2006       |                                                                       |
| Pacific Spaceport Complex – Alaska (PSCA)  | USA, Alaska                              | Alaska Aerospace Development Corporation                                          | 57° 26′ N, 152° 20′ W | 30. Sep. 2001       | Suborbital: 6. November 1998                                          |
| Starbase                                   | USA, Texas                               | SpaceX                                                                            | 26° 0′ N, 97° 9′ W    |                     | Suborbitaler Fehlstart: 20. April 2023, Orbitalstarts geplant         |
| Vandenberg Space Force Base (VSFB)         | USA, Kalifornien                         | US Air Force, US Space Force                                                      | 34° 39′ N, 120° 36′ W | 28. Feb. 1959       |                                                                       |
| Wallops Flight Facility (WFF)              | USA, Virginia                            | NASA                                                                              | 37° 51′ N, 75° 28′ W  | 16. Feb. 1961       |                                                                       |
| Sea-Launch-Plattform                       | Internationale Gewässer                  | Sea Launch                                                                        | 0° N, 154° W          | 28. März 1999       | mobile Startplattform, seit 2014 außer Betrieb                        |

### Startplätze für Trägerflugzeuge
Von diesen Flughäfen bzw. Flugplätzen starteten Trägerflugzeuge mit den Orbitalraketen Pegasus oder LauncherOne, oder es sind Starts geplant.
Raketenstartplätze mit angeschlossenem Flugplatz (Details siehe oben):
- Cape Canaveral Space Force Station (Pegasus seit 9. Februar 1993)
- Kwajalein Missile Range (Pegasus seit 9. Oktober 2000)
- Vandenberg Space Force Base (Pegasus seit 27. Juni 1994)
- Wallops Flight Facility (Pegasus seit 4. November 1996)

Reine Flugplätze:
| Name                    | Land, Region/Provinz | Betreiber      | Koordinaten           | Erster Orbitalstart | Anmerkungen                             |
| ----------------------- | -------------------- | -------------- | --------------------- | ------------------- | --------------------------------------- |
| Spaceport Cornwall      | Großbritannien       | Cornwall       | 50° 26′ N, 5° 0′ W    |                     | Fehlstart LauncherOne am 9. Januar 2023 |
| Prestwick Spaceport     | Großbritannien       | South Ayrshire | 55° 31′ N, 4° 35′ W   |                     | Astraius (geplant)                      |
| Edwards Air Force Base  | USA, Kalifornien     | U.S. Air Force | 34° 54′ N, 117° 53′ W | 5. Apr. 1990        | Pegasus bis 1994                        |
| Mojave Air & Space Port | USA, Kalifornien     | Virgin Orbit   | 35° 4′ N, 118° 9′ W   | 17. Jan. 2021       | LauncherOne bis 2022                    |

Die grau hinterlegten Plätze werden derzeit nicht für orbitale Starts genutzt.

### Suborbitale Weltraumbahnhöfe
Diese Einrichtungen werden oder wurden für den Start suborbitaler Raumschiffe genutzt.
| Name                    | Land, Region/Provinz | Betreiber bzw. Nutzer             | Koordinaten           | Erster Raumflug | Anmerkungen                |
| ----------------------- | -------------------- | --------------------------------- | --------------------- | --------------- | -------------------------- |
| Corn Ranch              | USA, Texas           | Blue Origin                       | 31° 25′ N, 104° 46′ W | 23. Nov. 2015   | New Shepard                |
| Mojave Air & Space Port | USA, Kalifornien     | Virgin Orbit bzw. Virgin Galactic | 35° 4′ N, 118° 9′ W   | 21. Juni 2004   | SpaceShipOne bis Okt. 2004 |

Der Spaceport America in New Mexico ist nicht aufgeführt, da das von dort startende SpaceShipTwo nicht die international anerkannte Grenze zum Weltraum in 100 km Höhe erreicht.

## Karte der Weltraumbahnhöfe
| Hammaguir |

| Bowen |

| Woomera |

| Whalers Way |

| Alcântara |

| Jiuquan |

| Taiyuan |

| Wenchang/ Hainan |

| Xichang |

| Haiyang |

| GOS |

| CSG |

| Saxavord |

| Satish Dhawan |

| Kulasekharapatnam |

| Semnan |

| Schahrud |

| Tschabahar |

| Palmachim |

| Hokkaido |

| Kii |

| Uchinoura, Tanegashima |

|  |

| Canso |

| ASX |

| Baikonur |

| San Marco |

| Omelek |

| Mahia |

| Sohae ↓ |

| Musudan-ri |

| Andøya |

| Etlaq |

| Jasny |

| Kapustin Jar |

| Plessezk |

| Swobodny/ Wostotschny |

| Esrange |

| ↑ \| Naro |

| Starbase |

| CCSFS |

| Corn Ranch |

| KSC |

| Kauai |

| MARS |

| PSCA |

| Vandenberg |

| Wallops |

| Sea Launch |

Reine Höhenforschungsraketen- und Trägerflugzeug-Startplätze sind auf der Karte nicht aufgeführt. Zu Ersteren siehe auch Raketenstartplatz #Startplätze für suborbitale Raketen. Die maritimen Startgebiete für chinesische und südkoreanische Feststoffraketen sind aus Platzgründen ebenfalls nicht dargestellt.
- Karte mit allen Koordinaten:
- OSM |
- WikiMap